# Edward Kurowski
Edward Kurowski (ur. 27 sierpnia 1927 r. w miejscowości Chyrów w Małopolsce Wschodniej zm. 7 sierpnia 2015 r. w Wołominie pod Warszawą) – polski prozaik.

## Dzieciństwo, młodość, edukacja
Rodzicami Edwarda Kurowskiego byli kolejarz Grzegorz Kurowski i Genowefa z domu Kłos. W rodzinnym Chyrowie uczył się w szkole podstawowej aż do 1939 roku, gdy po wybuchu II wojny światowej i zajęciu Chyrowa przez wojska radzieckie wywieziono ich do obwodu swierdłowskiego na Uralu. Po nieudanej próbie ucieczki został osadzony w kołchozie pod Miczuryńskiem. Kontynuował tam naukę w Starochmielowskiej Szkole Średniej (ros. Старое Хмелевое). W 1944 wcielono go do Armii Czerwonej – służył w jednostce w Tambowie. Uzyskał skierowanie do Ludowego Wojska Polskiego i służył w 1 Samodzielnym batalionie inżynieryjno-lotniskowym w Łodzi aż do 1946, gdy został zdemobilizowany.
Po zakończeniu służby wojskowej Edward Kurowski zamieszkał razem ze swoimi rodzicami we wsi Pawłowice w gminie Skarszyn pod Wrocławiem (obecnie dzielnica Wrocławia Pawłowice). W 1947 w liceum w Trzebnicy zdał maturę i przeniósł się do Wrocławia.
W latach 1947–1951 studiował psychologię pedagogiczną na Uniwersytecie Wrocławskim. W latach 1948–1953 był członkiem ZMP, od 1953 należał do PZPR.
Zmarł 7 sierpnia 2015 r. w Hospicjum Opatrzności Bożej Księży Orionistów w Wołominie pod Warszawą

## Twórczość literacka
Debiutował jako prozaik w 1949 na łamach dodatku „Zwierciadło” do dziennika „Słowo Polskie”, publikując fragment powieści pod tytułem „Pankratowa Wyspa”. Od 1950 był członkiem Związku Literatów Polskich. Od 1952 współpracował z Redakcją Literacką Polskiego Radia we Wrocławiu. W 1953 opublikował swoją pierwszą powieść pod tytułem „Widawa”. Na twórczość Kurowskiego wywarły wpływ zesłanie w Rosji Radzieckiej, zainteresowanie sportem oraz odbyta przez niego w 1965 podróż do Afryki oraz w latach 1968–1969 do Chińskiej Republiki Ludowej, Demokratycznej Republiki Wietnamu i Indonezji.
Najlepszą książką Kurowskiego była balladowa powieść autobiograficzna dotycząca wojennych losów autora pod tytułem „Gdzie jest mój dom”. Kontynuacją jej jest powieść „Ptaki lecą na zachód”. Obie zostały wydane w tłumaczeniach na języki rosyjski i ukraiński.

## Działalność pozaliteracka i życie prywatne
W latach 1946–1951 był bokserem w klubie I-KS Ślęza Wrocław, a następnie trenerem bokserskim.
Od 1973 mieszkał w Warszawie.
Na początku lat 90. współpracował z partią Przymierze Samoobrona. W wyborach parlamentarnych w 1993 bez powodzenia kandydował z jej ramienia do Senatu w województwie warszawskim.
Od 1986 roku był żonaty z prof. Haliną Janaszek-Ivaničkovą.
Jest pochowany na Powązkach-Cmentarzu Wojskowym w Warszawie kwatera B43 rząd 3 grób 11.

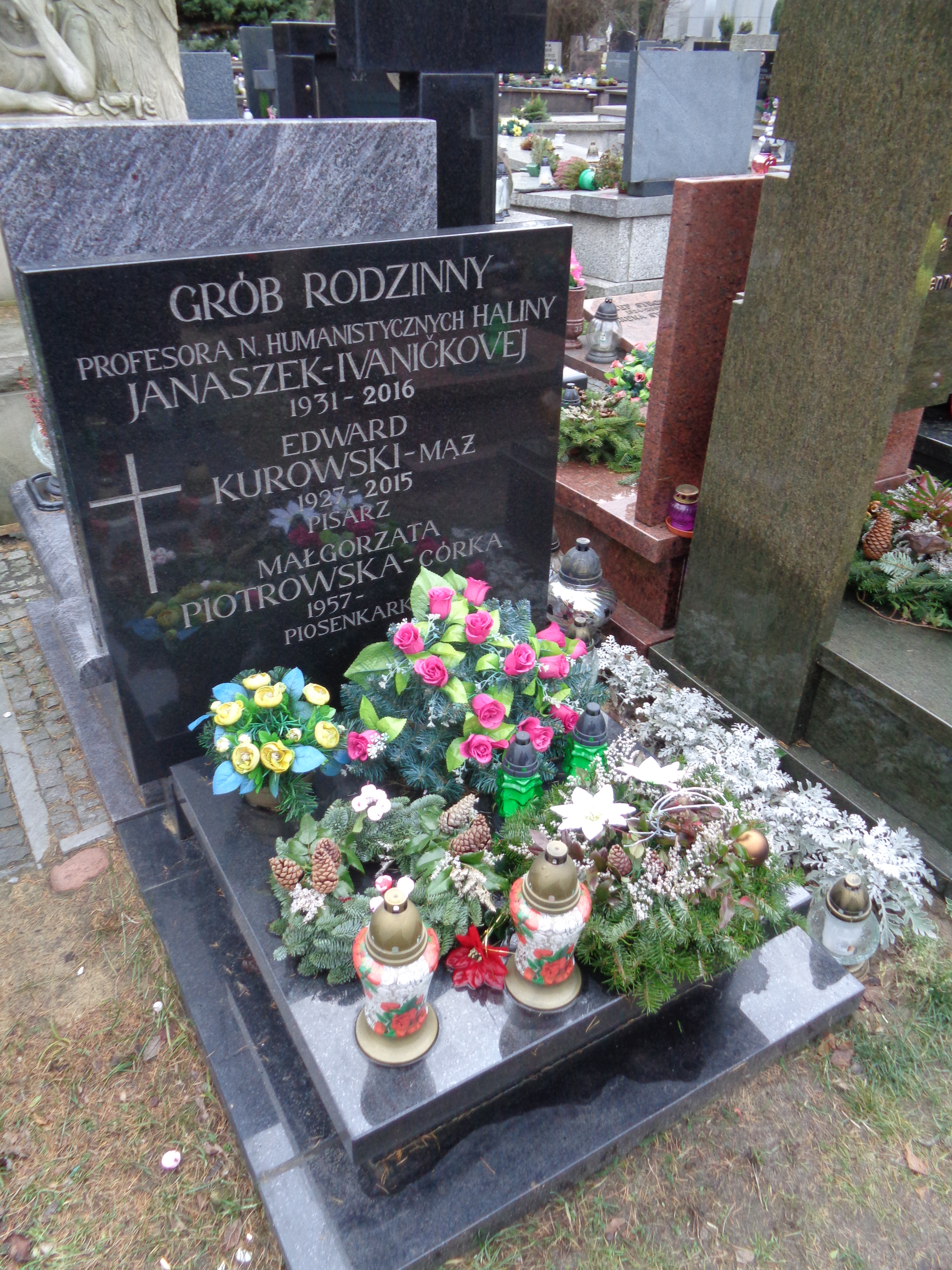
Grób Haliny Janaszek-Ivaničkovej i Edwarda Kurowskiego na wojskowych Powązkach

## Nagrody i odznaczenia
- 1967 – nagroda literacka miasta Wrocławia
- 1969 – odznaczenie „Ha Long” Demokratycznej Republiki Wietnamu
- 1987 – nagroda literacka imienia Wandy Wasilewskiej przyznana przez zarząd główny TPPR
- 1970 – Srebrny Krzyż Zasługi
- 1987 – Krzyż Kawalerski Orderu Odrodzenia Polski

## Publikacje
- Widawa, powieść, Warszawa, LSW 1953, 154 s.
- Śmierć boksera, opowiadanie, Katowice, Śląsk 1959, 49 s.
- Kroki w samotności, powieść, Łódź, Wydawnictwo Łódzkie 1960, 154 s.
- Nowa twarz Teresy, powieść, Warszawa, Iskry 1963, 206 s.
- Nowa twarz Teresy, powieść, Warszawa, Iskry 1965, wydanie 2, 206 s.
- Opera Wrocławska 1945–1965, opracowanie Edward Kurowski, Wrocław, Opera Wrocławska 1965, 65 s.
- Nadejdzie dzień, powieść, Warszawa, Iskry 1965, 150 s.
- Olimpijczyk, powieść, Katowice, Śląsk 1965, 167 s.
- Katarzyna, powieść, Warszawa, Iskry 1967, 188 s.
- Wysokie niebo, powieść, Łódź, Wydawnictwo Łódzkie 1970, 142 s.
- Śmierć w dżungli, powieść, Wrocław, Ossolineum 1971, 182 s.
- Rozgrzeszenie, powieść, Warszawa, Instytut Wydawniczy CRZZ 1972, 302 s.
- Powrót nad Sałdę, powieść, Warszawa, Instytut Wydawniczy CRZZ 1973, 157 s.
- Taniec z duchami przodków, reportaż z podróży do Chin, Indonezji i Wietnamu, Wrocław, Zakład Narodowy im. Ossolińskich Ossolineum 1973, 248 s.
- Na afrykańskich wodach, powieść, Wrocław, Ossolineum 1975, 250 s.
- Prawa kontra, opowiadania: Pierwszy trening, Prawa kontra, Waga, Król nokautu, Profesor boksu, Zakochany bokser, Bokser z Pawłowic, Lewy sierpowy, Ostatnia walka, Bokserzy i chuligani, Bokser wagi ciężkiej, Etat sprzątaczki, W barze „Pod Gongiem” i Stary zawodnik, Warszawa, Sport i Turystyka 1976, 99 s.
- Gdzie jest mój dom, powieść, Warszawa, Ministerstwo Obrony Narodowej 1980, ISBN 83-11-06467-9, 219 s.
- Ptaki lecą na zachód, powieść, Warszawa, Ministerstwo Obrony Narodowej 1982, ISBN 83-11-06827-5, 271 s.
- Где твой дом? Птицы летят на Запад., wydanie rosyjskie w przekładzie Ju. Tarkij, Moskwa 1985
- Porwani w Singapurze, powieść, Łódź, Krajowa Agencja Wydawnicza 1985, ISBN 83-03-00894-3, 188 s.
- Gdzie jest mój dom. Ptaki lecą na zachód., powieści, wydanie łączne, Warszawa, Ministerstwo Obrony Narodowej 1987, ISBN 83-11-07424-0, 402 s.
- Jak być szczęśliwym, powieść, Warszawa, Wydawnictwo Spółdzielcze 1989, ISBN 83-209-0690-3, 167 s.
- Nad rzeką Tedong kwitną magnolie, powieść dla młodzieży, Warszawa, Wydawnictwo Spółdzielcze 1989, ISBN 83-209-0668-7, 111 s.
- Де мій дім? Птахи летять на захід., wydanie ukraińskie w przekładzie Є. Литвиненко, Kijów, Kijiv: Molod 1989, 397 s.
- Porwani w Singapurze, powieść, Łódź, Krajowa Agencja Wydawnicza 1990, wydanie drugie, ISBN 83-03-00894-3, 188 s.
- Zniewoleni przez Stalina. Opowieść zesłańca., wspomnienia – pamiętnik, Warszawa, Wydawnictwo Spółdzielcze 1990, ISBN 83-209-0775-6, 139 s.
- Moje życie ze Stanisławem Dygatem, powieść, Toruń, Adam Marszałek 2004, ISBN 83-7322-784-9, 121 s.